# Cioccolato ruby
Il cioccolato ruby, o cioccolato rosa, è una varietà di cioccolato; il suo colore è dovuto alla presenza di pigmenti contenuti nelle fave di cacao che si coltivano esclusivamente in Ecuador, Brasile e Costa d'Avorio.
Le fave di cacao ruby utilizzate nella fabbricazione del cioccolato sono rossicce e hanno un sapore fruttato, pur non contenendo frutta o additivi.
Secondo gli standard stabiliti dalla Food and Drug Administration, il cioccolato ruby deve contenere almeno l'1,5% di cacao magro e minimo un 20% di parte grassa. Esso inoltre può contenere antiossidanti, spezie e altri aromi naturali e artificiali; tuttavia questi ingredienti non possono imitare i sapori di cioccolato, latte, burro o frutta e non possono contenere coloranti aggiuntivi.

## Lancio sul mercato

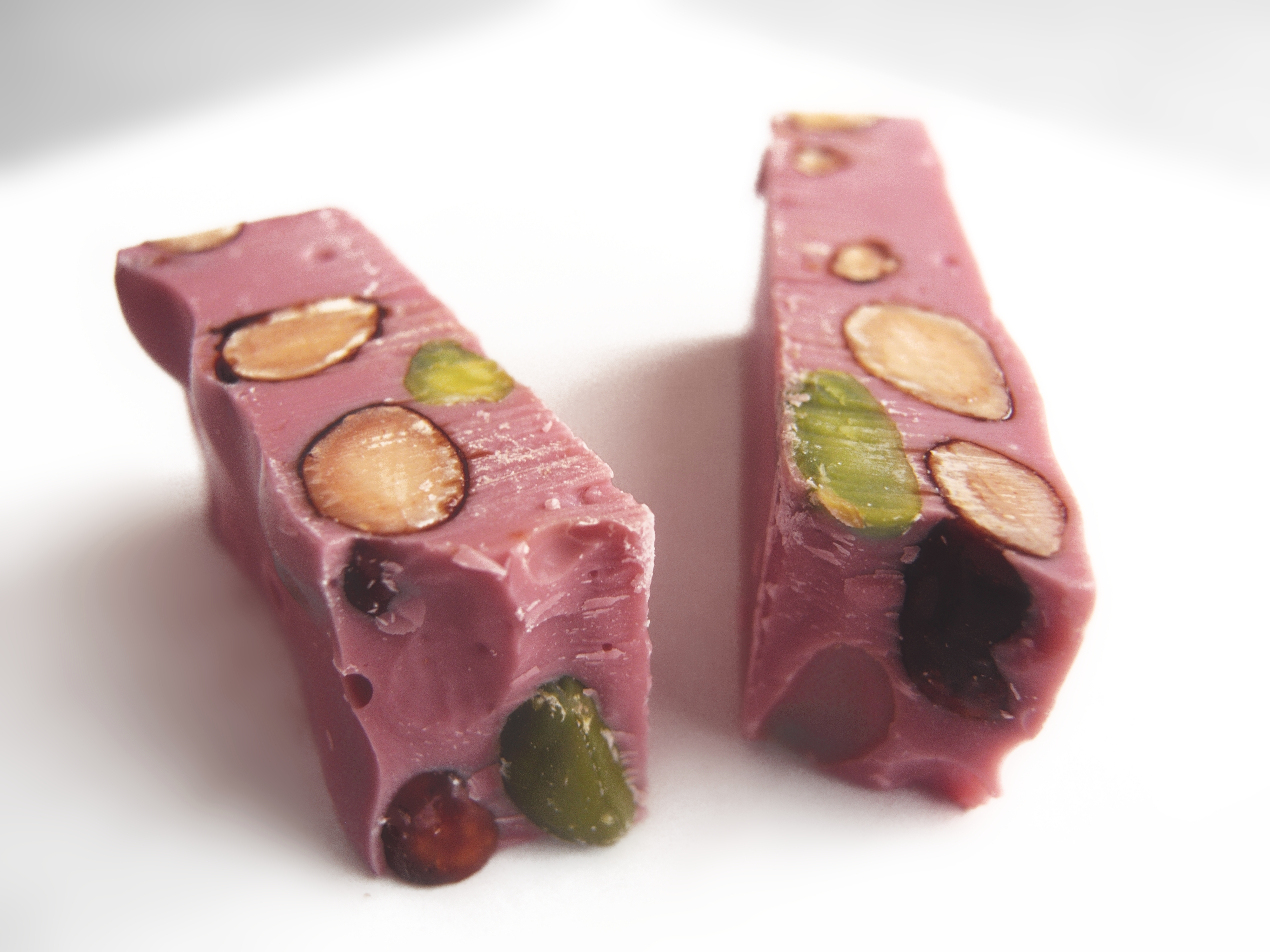
Cioccolato rosa con mandorle e pistacchi caramellati

Il lancio ufficiale del cioccolato ruby è avvenuto nel settembre del 2017, ottanta anni dopo il lancio del cioccolato bianco. Questa quarta varietà in commercio, che si affianca al cioccolato al latte, fondente e bianco, è stata inventata dall'azienda belga-elvetica Barry Callebaut nella città di Shanghai, dopo uno sviluppo durato tredici anni.